# John A. Durkin

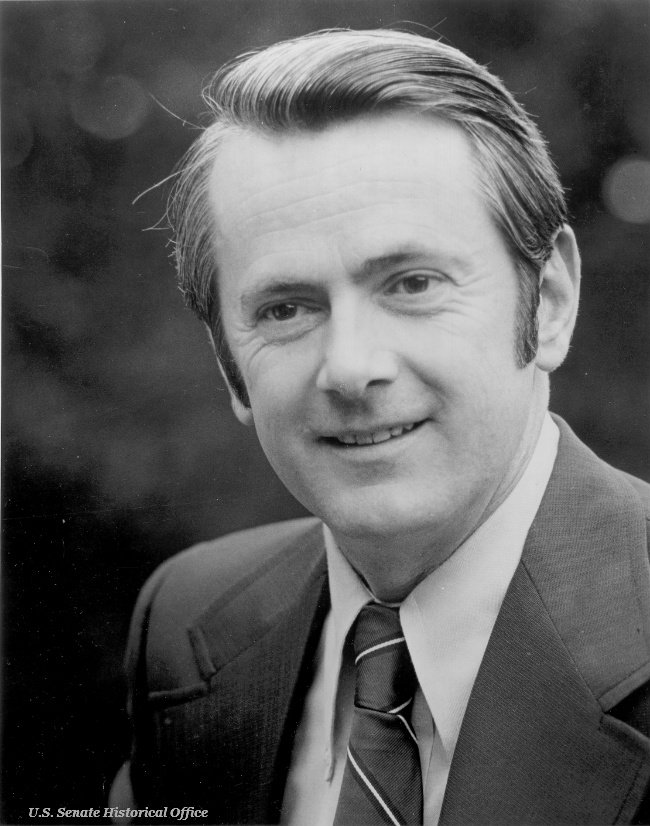
John A. Durkin

John Anthony Durkin, född 29 mars 1936 i Brookfield i Massachusetts, död 16 oktober 2012 i Concord i New Hampshire, var en amerikansk demokratisk politiker. Han representerade delstaten New Hampshire i USA:s senat 1975-1980.
Durkin utexaminerades 1959 från College of the Holy Cross. Han avlade 1965 juristexamen vid Georgetown University.
Senator Norris Cotton bestämde sig för att inte ställa upp till omval i senatsvalet 1974. Demokraterna nominerade Durkin och republikanerna nominerade Louis C. Wyman. Valet var extremt jämnt och efter två omräkningar hade Wyman 110 926 röster mot 110 924 för Durkin som fortfarande inte kunde godkänna resultatet. Senator Cotton avgick i slutet av december 1974 och Wyman blev utnämnd till senaten för de sista dagarna i Cottons mandatperiod. Men dödläget fortsatte och ingen fick tillträda ämbetet för följande ämbetsperiod. Som en tillfällig lösning blev Cotton utnämnd till senaten i augusti 1975. Den utdragna tvisten avgjordes med ett fyllnadsval i september 1975. Durkin vann med 53,6% av rösterna mot 43% för Wyman.
Durkin besegrades av utmanaren Warren Rudman i senatsvalet 1980. Han avgick några dagar före mandatperiodens slut och efterträddes av Rudman.